# Amen (entreprise)
Pour les articles homonymes, voir Amen (homonymie).
L’Agence des Médias Numériques plus connue sous le nom d’AMEN est un hébergeur de sites Internet et un bureau d'enregistrement de noms de domaine d'origine française, ciblant initialement particuliers et professionnels puis les entreprises.

## Activités
Initialement l'entreprise est un bureau d'enregistrement de nom de domaine présent sur l'extension .fr. Son chiffre d'affaires le place au deuxième rang derrière France Télécom.
Peu après sa création, l'entreprise propose de l'hébergement avec un positionnement sur l'hébergement (nom de domaine et espace web) low cost à destination des personnes privées, des TPE et des associations domiciliés en France. Le modèle économique de la société est basé sur la rationalisation des coûts : automatisation maximale de la relation client et utilisation de logiciels open source,, et recours à des serveurs exploités sous le système Unix et de manière mutualisée.
Le passage dans le giron de VIA Net.works amène la société à s'intéresser au monde des PME.
L'offre de la société évolue ensuite en offrant des solutions d’hébergement dédiées à destination des entreprises grand compte[réf. nécessaire].

## Histoire
La société Amen est créée en 1999 par Patrick Chassany et Oleg Tscheltzoff. Le nom de la société est choisi comme un clin d'œil en réponse à un livre de Christian Huitema qui sort à l'époque Et Dieu créa l'Internet,.
En 2003, VIA Net.Works, une société américaine cotée sur le NASDAQ, rachète Amen pour la somme de sept millions d'euros.
En 2005, Amen est racheté par Claranet pour un montant de 7,7 millions d'euros. Ce rachat donne lieu en France et en Europe à un mouvement social qui s'étale alors sur plusieurs semaines : les salariés d'Amen ne comprennent pas la logique entrepreneuriale de ce rachat. Les salariés ont également peur d'une délocalisation des installations outre-manche et d'un plan social. La grogne gagne les clients d'Amen qui ressentent des hésitations de la part de la nouvelle direction. Des collectifs de clients en colère se forment, tel l'explicite Amenhelp.org. Parmi ces collectifs, certains appellent à l'action en justice,.
En décembre 2007, Amen rachète le portefeuille client de Club Internet.
Depuis le 16 juillet 2008, Amen.fr est une filiale du groupe italien Dada (azienda) (it), l'un des leaders internationaux dans les domaines des communautés et du divertissement pour le Web et les mobiles, de l'enregistrement de nom de domaines, de l'hébergement Internet et de la publicité online. La cession d'Amen par Claranet à l'italien Dada s'effectue au prix de 17,5 millions d'euros.

## Arrêt AMEN
Le 27 février 2011, un arrêt de la Cour de cassation apporte au droit français des précisions en matière de responsabilité de l'hébergeur:
1. Cet arrêt définit d'abord les caractéristiques du profil de l'hébergeur, comparé à celui de l'éditeur de sites visés par la loi LCEN du 21 juin 2004.
2. Il précise ensuite dans quelles conditions la responsabilité des hébergeurs peut être engagée[11],[12] l'hébergeur bénéficie d'un régime de responsabilité relative, qui peut prendre fin aussitôt que des faits litigieux reprochés à ses clients et qui lui sont notifiés, ne sont pas sanctionnés par la suspension de leur diffusion dans les 24 heures. La Cour de Cassation le premier jugement qui condamnait[Quoi ?] Amen pour ne pas avoir réagi suffisamment rapidement (dans les 24 heures)[13],[12],[14].
3. Toutefois, la notification doit impérativement contenir l'ensemble de la documentation exigée par la loi LCEN du 21 juin 2004 et les dispositions annexes applicables.

Cet arrêt est un arrêt de la Cour de Cassation donc « fait jurisprudence » c'est-à-dire qu'il pose une règle de droit bénéficiant de la reconnaissance tant de la communauté des juristes que des praticiens concernés, en l'occurrence les hébergeurs. C'est en partie pourquoi il est souvent évoqué sous la dénomination diminuée d'"Arrêt Amen",,.